# Ölands lagsaga
Ölands lagsaga var en lagsaga som omfattade ön Öland och dess härader och omtalas första gången 1281. Någon tidig ölandslag är ej känd och då första lagmannen också var lagman i Östergötlands lagsaga har forskningen antagit den lagen använts och att Ölands lagsaga var underordnad Östergötlands lagsaga. Från 1330-talet är dock Ölands lagsaga dokumenterat helt självständig.
Lagsagan sammanslogs 1631 med Smålands lagsaga till Kalmar läns och Ölands lagsaga.
1681–1682 var dock lagsagan utbruten och tiden 1665–1669 samt 1674–1681 var den underställd drottning Kristina och 1690–1699 ingick den i Gotlands lagsaga.

## Lagmän
- 1339–1346: Nils Turesson (Bielke)
- 1382–1391: Anund Jonsson (Lejonansikte)
- 1406–1408: Sten Bengtsson (Bielke)
- 1408–1423: Ture Stensson (Bielke)
- 1423–1429: Bengt Dansson (båt)
- 1441–1466: Erengisle Nilsson (Hammersta-ätten)
- 1473–1488: Ture Turesson (Bielke)
- 1495–1499: Påvel Kyle
- -1520: Peder Turesson (Bielke)
- 1523–1526: Peder Erlandsson (Bååt)
- 1526–1529: Johan Kyle
- 1537–1571: Måns Svensson (Somme)
- 1580, 1592: Johan Eriksson (Ulfsparre)
- 1582–1590: Bengt Svensson Ribbing
- 1604–1617: Henrik Horn
- 1623–1627: Johan Banér
- 1681–1682: Nils Gripenhielm
- 1682: Sven Ribbing